# Jo Derksen
Johannes (Jo) Hubertus Maria Derksen (Amsterdam, 25 november 1899 – 's-Gravenhage, 16 mei 1965) was een Nederlands politicus voor de Katholieke Volkspartij (KVP). Hij was van 1952 tot zijn overlijden in 1965 lid van de Eerste Kamer en vanaf 1951 voorzitter van het Katholiek Onderwijzersverbond (KOV).

## Biografie
Na een opleiding tot onderwijzer aan de kweekschool in Oudenbosch, waar hij zijn hoofdakte haalde, werd Derksen onderwijzer aan de R.K.-lagere school te De Kwakel. Hierna werd hij leraar aan de R.K. "Sancta Maria ULO-school" te Amsterdam. 
Geleidelijk aan werd hij, waarschijnlijk geïnspireerd door zijn vader, die als kleermaker actief was als voorzitter van de Kleermakersvakvereniging, steeds meer betrokken bij onderwijsvakorganisaties. In 1932 werd Derksen actief als lid van de Sint Augustinusvereniging, de diocesane vereniging van katholieke onderwijsgevenden in het bisdom Haarlem-Amsterdam, waar hij lid van het hoofdbestuur werd, in 1948 gevolgd door het voorzitterschap. Toen het KOV in 1933 werd opgericht werd hij er meteen penningmeester, terwijl zijn voorzitterschap aldaar aanving in 1951. In 1940 werd Derksen directeur van de R.K. Middelbare Handelsavondschool te Amsterdam. 
Hij spande zich als voorzitter van het KOV in voor de salariëring en rechtspositie van de onderwijzers en leraren. Hij zette zich tevens in voor de pensioenwetgeving der onderwijzers. In de Eerste Kamer was hij woordvoerder onderwijs en had hij tevens Nieuw-Guinea in zijn portefeuille. In 1956 was hij bij zijn herverkiezing tot Eerste Kamerlid het eerste lid ooit die met voorkeursstemmen werd gekozen. 

## Loopbaan
- lid Eerste Kamer van 1952 tot 1965
- voorzitter Katholiek Onderwijzersverbond van 1951 tot 1964
- penningmeester Katholiek Onderwijzersverbond van 1933 tot 1951
- lid bestuur Algemene Nederlandse Onderwijzers Federatie van 1951 tot 1964
- lid bestuur Conseil de l'Union Internationale pour la Liberté d'Enseignement

## Onderscheidingen
- Ridder in de Orde van de Nederlandse Leeuw (29 april 1961)
- Officier in de Orde van Oranje-Nassau (2 september 1959)
- Commandeur in de Orde van Sint-Sylvester (17 april 1959)
- Pauselijke erekruis Pro Ecclesia et Pontifice (28 september 1951)

- Biografisch Portaal: 40863718
- International Standard Name Identifier: 0000 0003 9633 1287
- Nederlandse Thesaurus van Auteursnamen: 141676140
- Parlement.com: vg09lldqxxzk
- Virtual International Authority File: 291197404
- WorldCat: E39PBJqKc3DGxmch89DPd7RkDq